# پیگمالیون
پیگملیون (به انگلیسی: Pygmalion)، در اسطوره‌های یونان، پادشاه کوپروس است.
او مجسمه‌سازی ماهر اهل قبرس و از زنان بیزار بود. هیچ زنی را لایق خود نمی‌دانست و با خود عهد بسته بود هرگز ازدواج نکند. با اینحال به دلیل آنکه نمی‌توانست فکر آنچه از آن متنفر بود را از ذهنش بیرون کند، تصمیم گرفت آن را تحقیر کند و برای ساخت یک مجسمه زن، تمام نبوغ و استعداد هنری‌اش را  به کار گرفت.
او پیوسته و سختکوشانه کار کرد و در نهایت زیباترین اثر هنری‌اش را خلق کرد. با این وجود از نتیجه کار راضی نبود و همچنان هر روز روی آن کار می‌کرد و مجسمه روز به روز زیبا و زیباتر می‌شد تا اینکه به زیباترین مجسمه‌ای تبدیل شد که حتی زیبایی هیچ زنی به پای آن نمی‌رسید.
سرانجام زیبایی منحصر بفرد مجسمه در دل خالقش نفوذ کرد و او را عاشق و بیقرار خود کرد. این مجسمه به حدی ماهرانه خلق شده بود که دیگر به جای عاج و سنگ انگار از گوشت و خون ساخته شده و زنی است که لحظه‌ای متوقف ایستاده است. از آن روز به بعد جاذبه ای که پیگملیون همیشه آن را سرکوب و طرد می‌کرد، کینه‌جویی خود را آغاز کرد.
هیچ عاشقی نمی‌توانست درمانده‌تر از پیگملیون باشد. او معشوقش را که مجسمه‌ای سرد و بی‌جان بود، مانند کودکانی که با عروسک‌هایشان بازی می‌کنند و تصور می‌کنند در واقعیت به سر می‌برند، در آغوش می‌گرفت، به او لباس‌های زیبا و گرانبها می‌پوشاند و هدایای ارزشمند تقدیمش می‌کرد و به خود می‌قبولاند که مجسمه نیز از این بابت خشنود است حتی در خواب می‌دید که از او تشکر می‌کند.
این عشق بی‌مانند و شگفت‌انگیز از نظر آفرودیت الهه عشق، پنهان نماند و تصمیم گرفت به پیگملیون جوان کمک کند. در جزیره قبرس که ویژه آفرودیت بود، همواره برای ستایش این الهه جشن ویژه و باشکوهی برپا می‌شد و انبوه مردم به معبدش می‌آمدند به ویژه عاشقانی که برای کمک به درگاهش دعا می‌کردند و پیگملیون نیز اینبار یکی از آنها بود.
آفرودیت برای آنکه به او نشان دهد دعایش مستجاب شده، شعله آتش محراب پیگملیون را سه بار زبانه کشید. پیگملیون به خانه بازگشت و به سراغ مجسمه‌ای که با دست خود ساخته بود رفت و آن را نوازش کرد ولی به سرعت خود را عقب کشید. بدن مجسمه گرم بود.
پیگملیون که باور داشت مجسمه جان می‌گیرد، بازوها و سپس شانه‌های مجسمه را لمس کرد. انگار مومی بود که در برابر گرمای خورشید نرم می‌شد. سپس مچ دستش را گرفت؛ انگار خون در آن در جریان بود و نبضش می‌زد و بعد با خوشحالی مجسمه را در آغوش گرفت و دید که چهره او از شرم سرخ شده و لبخند می‌زند. پیگملیون نام مجسمه را گالاتئا گذاشت. آفرودیت با شرکت در جشن ازدواجشان به آنها برکت و افتخار بخشید.